# G5超级精英大学
G5 超级精英大学（英語： 或 ），为五所被泰晤士高等教育形容为超级精英的大学，以「G5」之非正式結盟向英国政府申请额外经费、抗議英国及欧盟將學費限制在三千英镑之内，並打算以减少英国本土招生数量的方式施壓政府，但此动议以2010年组建的保守党-自民党联合政府将学费上限提升至9000英镑宣告失败。成員包括牛津大学、剑桥大学、伦敦政治经济学院、伦敦帝国学院、伦敦大学学院。G5常為美國常春藤聯盟的主要競爭對手暨合作對象，因此有英國常春藤的非正式別稱。